# 재거리

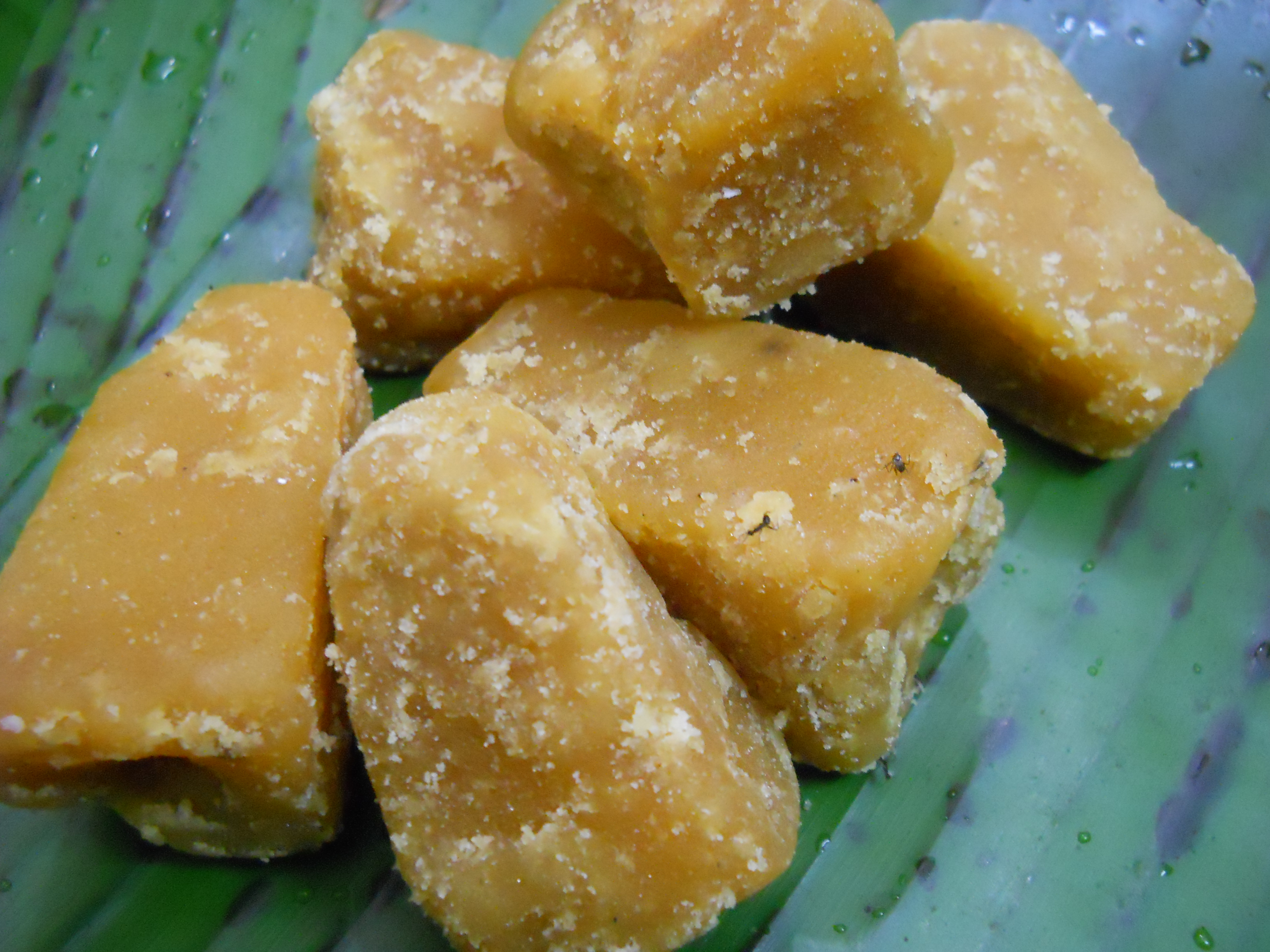
재거리

재거리(영어: jaggery)는 사탕수수 즙이나 야자나무 수액으로 만드는 남아시아와 동남아시아의 전통 비정제 설탕이다.

## 이름
영어 "재거리(jaggery)"는 포르투갈어 "자그라(jagra)"에서 유래했으며, 어원은 "설탕"을 뜻하는 산스크리트어 "샤르카라(शर्करा)"이다.

## 성분
당밀 성분을 함유하고 있으며, 자당 50%, 전화당(포도당과 과당) 20%, 수분 20%, 그리고 회분, 단백질, 버개스 섬유질 등으로 이루어져 있다.

## 종류와 쓰임새

### 남아시아
재거리는 네팔, 방글라데시, 스리랑카, 인도, 파키스탄 요리외에도 인접한 지역의 아프가니스탄, 이란 요리에서 흔히 쓰인다.
몰타에서 재거리는 하쿠루(디베히어: ހަކުރު)라 불리며, 주로 공작야자 수액으로 만든다.
방글라데시에서 재거리는 구르(벵골어: গুড়)라 불리며, 대추야자나 다라수, 코코넛 등의 야자나무 수액으로 만든다.
스리랑카에서 재거리는 하쿠루(싱할라어: හකුරු) 또는 벨람(타밀어: வெல்லம்)이라 불리며, 주로 공작야자 수액으로 만든다.
인도에서는 사탕수수 즙 또는 대추야자 수액으로 만든 재거리가 구르(벵골어: গুড়, 라자스탄어: गौळ, 신드어: ڳڙ, 아삼어: গুড়, 펀자브어: ਗੁੜ, 힌디어: गुड़), 구도(오리야어: ଗୁଡ), 고드(코카니어: गोड), 굴(마라티어: गूळ), 골(구자라트어: ગોળ), 벨람(타밀어: வெல்லம், 텔루구어: బెల్లం), 벨라(칸나다어: ಬೆಲ್ಲ), 벨리(보지푸리어: भेली), 샤르카라(말라얄람어: ശർക്കര) 등으로 불리며, 달, 라두, 삼바르 등 음식에 단맛을 내는 데 쓰인다.
파키스탄에서 재거리는 구르(우르두어: گڑ), 펀자브어: ਗੁੜ) 또는 궈라(파슈토어: گوړه)로 불린다.

### 동남아시아
말레이시아에서는 재거리가 굴라(말레이어: gula)라 불린다. 믈라카 지역의 코코넛 재거리인 굴라 믈라카(gula Melaka)와 사라왁 지역의 니파야자 재거리인 굴라 아퐁(gula apong) 등이 있다.
미얀마에서 재거리는 탄예(버마어: ထန်းလျက်)라 불리며, 주로 다라수 수액으로 만든다.
인도네시아에서는 재거리가 굴라(인도네시아어: gula)라 불린다. 사탕야자 수액으로 만든 굴라 아른(gula aren), 코코넛 수액으로 만든 굴라 클라파(gula kelapa) 등이 있다.
태국에서 재거리는 남 딴(태국어: น้ำตาล)이라 불리며, 다라수 수액으로 만든 남 딴 따놋(น้ำตาลโตนด), 코코넛 수액으로 만든 남 딴 마프라오(น้ำตาลมะพร้าว), 사탕수수 즙으로 만든 남 딴 오이(น้ำตาลอ้อย) 등이 있다.

## 사진 갤러리

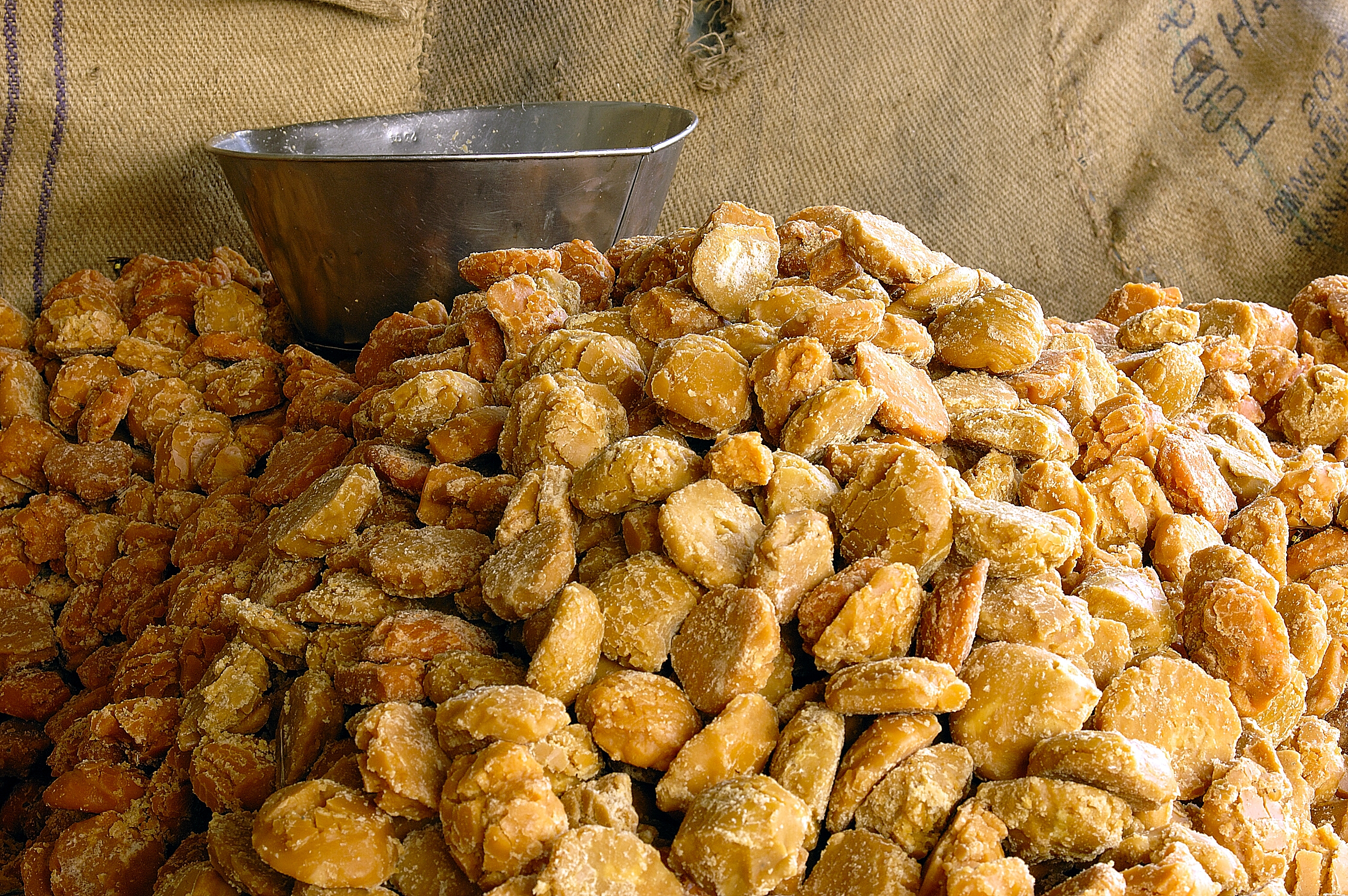
사탕수수 재거리
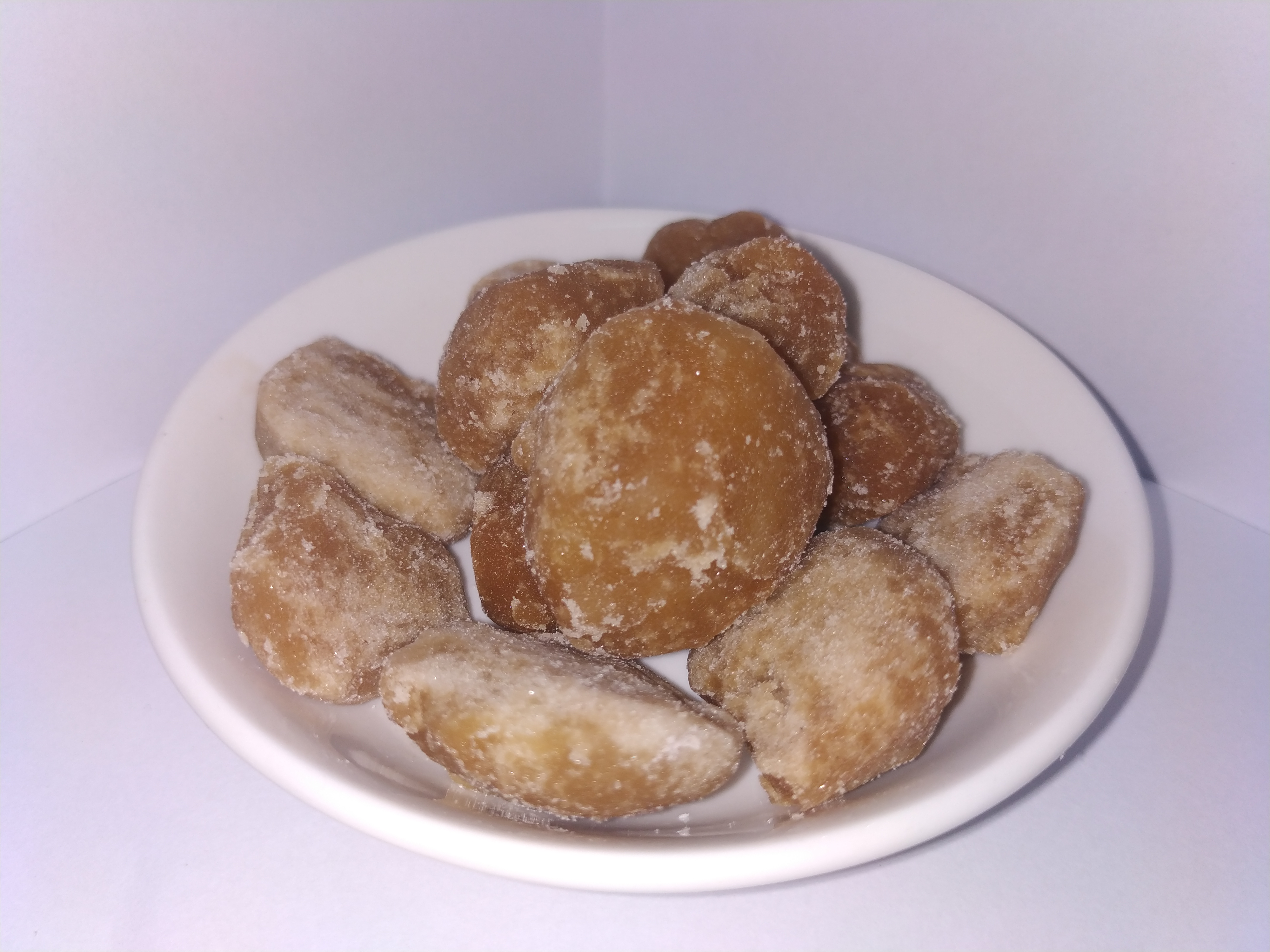
다라수 재거리
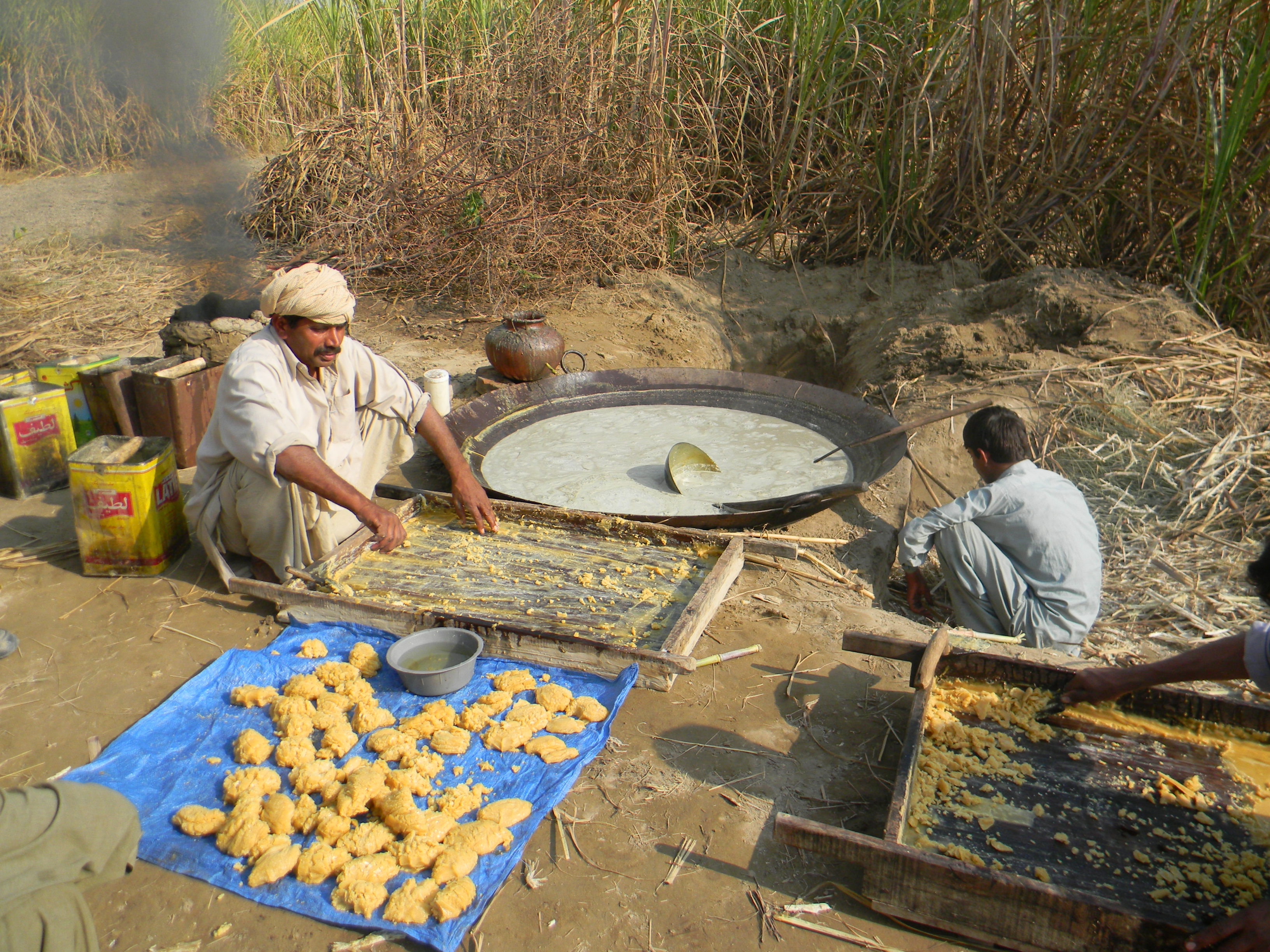
재거리 만들기

## 같이 보기
- 머스코바도
- 야자당
- 파넬라